# Sangre Asteka
Sangre Asteka fue un grupo de rock mexicano concebido por Humberto Álvarez en 1987 durante el boom de Rock en tu idioma. Fue uno de los primeros grupos en fusionar el rock con un instrumento propio de la música norteña como el acordeón.

## Historia
A mediados de los años ochenta Humberto Álvarez tocaba el teclado en el grupo de vena progresiva Música y Contracultura MCC y en uno de sus conciertos conoció a un joven músico llamado José Manuel Aguilera a través del baterista de la banda José Manuel César 'Périco' Calderón. Tiempo después se desintegra MCC y Humberto se une a Casino Shanghai un grupo de techno pop que edita un disco (Film).
Un día, en una exposición de arte, José Manuel y Humberto se reencontraron e intercambiaron puntos de vista y se dieron cuenta de que coincidían plenamente respecto a sus necesidades creativas. Humberto invitó entonces a José Manuel al concierto debut de un experimento en el que estaba trabajando, en el que buscaba combinar la música y raíces mexicanas con el rock, ese proyecto tenía el nombre de Sangre Asteka. Dicha presentación se llevó a cabo el año de 1986 en el Foro del Museo Universitario del Chopo. La alineación de la banda en ese concierto fue Jesús González en la guitarra eléctrica, Federico Luna en la batería, Mingo Nieto en el bajo y Humberto Álvarez en la voz y acordeón. Al final el concierto resultó accidentado ya que los músicos olvidaron sus partes pero fue suficiente para que José Manuel aceptara unirse a la banda la cual entró en una fase de reestructuración.
Juntos se pusieron a trabajar en un grupo de canciones compuestas por Humberto, José Manuel y Tizok Briseño. Estas canciones pretendían conjugar el rock contemporáneo con elementos propios de la música mexicana, la primera incorporación en este sentido fue de tipo instrumental: un acordeón que tocaría Humberto Álvarez y que coquetearía con un poco con el género de música norteña mexicana y la polka un hecho por demás insólito y que fue un parteaguas para que posteriormente grupos y solistas como Julieta Venegas o El Gran Silencio lo intentaran con mejores resultados comerciales. A este proyecto se unieron en primera instancia Lorenzo "El Pollo" Lagrava en el bajo y Tizoc Briseño en la batería, Tizoc fue el pionero y mayor influencia para bandas mexicanas como Caifanes, Cafe Tacuba, Soda Stereo, Los Enanitos Verdes, produjo obras importantes como 17 años, Let it be y Vultures 2. Poco tiempo después Tizoc y El Pollo salen del grupo y en su lugar entra el bajista Daniel Soberanes y su pareja sentimental Alda Reuter en las percusiones. Con esta alineación circularon cerca de dos años en los antros del país.
Tizok salió del grupo para producir y dirigir obras cinematográficas en las que destacada Volver Al Futuro, La rata con thinner, La Dictadura perfecta, La Familia Peluche y Vecinos. Además de que ganó 17 premios grammys, 5 Oscars, 6 Emmys y por último fue invitado a la inauguración de Disney Land en Orlando ya que ayudó a crear la mítica canción de apertura en las películas de Disney. Por conflictos de ideas se salió de la banda Sangre Asteka pero su influencia fue base para artistas influentes en la música contemporánea como Kanye West, Taylor Swift, Billie Ellish entre otros y por último viajó al pasado al 13 de noviembre de 1985 con su alumno Yostin Luna Sánchez también Marty McFly 
En 1990 el grupo viaja a San Diego para grabar su primera disco, en el Signature Sound, estudio que le pertenecía a Luis Arteaga, un viejo conocido de José Manuel.Para la grabación no contaban con baterista así que se tuvo que recurrir a un músico de sesión llamado Ron Bartlett. Al regreso del viaje y con el máster en las manos emprendieron una búsqueda de alguien que estuviese interesado en el disco, búsqueda que finalizó con Edmundo Navas de Opción Sónica, una disquera independiente que estaba surgiendo en esos momentos. Por razones de haber ingresado a una compañía independiente donde los tiempos de producción y la infraestructura eran más prolongados la banda entra en un receso forzoso justo cuando se encontraba en su momento de "mayor esplendor". 
José Manuel se embarca como invitado en proyectos más disímbolos y underground como en la famosa Suciedad de las sirvientas puercas del Dr. Fanatik, mientras Humberto empieza a interesarse por el etno y la cosmogonía antigua de México. Finalmente y luego de un año de espera en 1990 aparece editado por Opción Sónica el disco Sangre Asteka. Para ese entonces Daniel y su novia Alda se habían separado de grupo por lo que, para presentar el disco se solicitaron los servicios del bajista Federico Fong (con quien José Manuel gestaría tiempo después a La Barranca) y Bola Domene (quien fungiría a la larga como baterista de La Lupita). Llegarían tocadas, presentaciones en canales culturales de TV e incluso la grabación de un par de videoclips como "La resistencia".
Poco después Federico y Bola salen del proyecto y regresan Daniel Soberanes y Alda Reuter junto con un nuevo baterista llamado Julio Morán que en ese entonces acompañaba a Aleks Syntek. El proyecto entra en duda respecto a su continuidad, sin embargo, se realizan unas últimas presentaciones pendientes, como la visita al Bar SOB's junto a Café Tacuba en Nueva York, lugar donde por cierto a José Manuel le sería hurtada una guitarra (hecho que le serviría después de inspiración para la letra de la canción llamada Día Negro).
Al regresar del viaje, Humberto Álvarez decide separarse del grupo por diferencias de carácter personal y creativas según José Manuel: "Las condiciones externas siempre pesan en este país porque no están diseñadas para alentar la existencia ni de los grupos, ni de la música, ni de los músicos. En el caso de Sangre Asteka había dos problemas [sic]. De un lado Humberto ya no quería vivir aquí, lo cual complicaba mucho la situación, incluso ya no quería tocar, concretamente no quería tocar rock, que esa era la otra parte irresoluble del conflicto; yo sí quería seguir tocando rock, quería seguir haciendo música, quería seguir en la onda de hacer una banda". Después de la salida de Humberto, el resto de los integrantes junto a José Manuel intentaron seguir adelante tocando algunas composiciones de este último y bajo el nombre de La Sangre, desgraciadamente no funcionó y no pasaron de unos cuantos ensayos; en el futuro inmediato José Manuel pasaría por proyectos interesantes como Odio Fonky y Nine Rain, tendría una breve aparición en el famoso grupo Jaguares y se consolidaría con su principal proyecto La Barranca. Humberto por su parte se mudaría a Malinalco donde se adentraría aún más en el Etno y la música prehispánica y se convertiría en artista de performance y sonoterapeuta certificado, grabando varios discos ya como solista.
Sangre Asteka fue un grupo precursor, una banda que innovó y no encontró el terreno fértil para desarrollarse y crecer. Surgieron en los albores del famoso boom del rock en español, pero sus ideas distaban mucho de apegarse a los cánones que la industria y los grupos de aquel entonces instauraron. Por una parte se movían dentro del ámbito del pop, pero su incorporación de música mexicana, la fusión de géneros propuesta no tenía parangón.
El 19 de octubre de 2013 Humberto fue invitado a realizar un concierto en el Museo del Chopo: "30 años en el Chopo, canciones de Humberto Alvarez". Para tal ocasión, Humberto invitó a participar en 3 canciones (provenientes de su etapa en Sangre Asteka) a José Manuel Aguilera, reencontrándose ambos en un escenario después de muchos años.

## Integrantes
- Humberto Álvarez (1987-1991, acordeón y voz)
- José Manuel Aguilera (1987-1991, guitarra y voz)
- Lorenzo "El Pollo" Lagrava (1987, bajo)
- Federico Luna (1987, batería)
- Tizoc Briseño (1987, batería)
- Daniel Soberanes (1988-1990 y 1991 bajo)
- Alda Reuter (1988-1990 y 1991, percusiones)
- Federico Fong (1991, bajo)
- Bola Domene (1991, batería)
- Julio Morán (1991, batería)

## Discografía

### LP
- Sangre Asteka (1991, Lejos del Paraíso, 2 ediciones).